# Coreà
El coreà és una llengua asiàtica de classificació controvertida, ja que té unes característiques allunyades de la resta d'idiomes. És la llengua oficial de Corea del Nord i Corea del Sud. També es parla a la prefectura autònoma coreana de Yanbian de la República Popular de la Xina. Hi ha, en tot el món, 78 milions de parlants del coreà, incloent-hi grans grups als països de l'antiga Unió Soviètica, Austràlia, els Estats Units, el Canadà, el Brasil, el Japó i recentment les Filipines. També n'hi ha minories de grandària considerable a l'Argentina i a Mèxic.

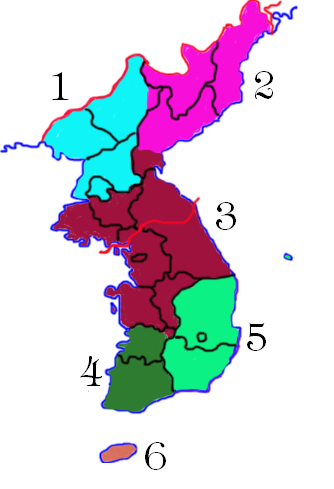
Dialectes coreans

La classificació lingüística del coreà és incerta. Sovint, alguns filòlegs l'han relacionada amb les llengües altaiques, i altres la consideren una llengua aïllada. Va tenir molts préstecs per part del japonès durant l'ocupació japonesa (1910-1945), però també hi existeixen molts vocables xinesos per la influència cultural. El coreà és una llengua aglutinant en la seva morfologia, i té una sintaxi subjecte-objecte-verb (Llengua SOV).

## Història
El coreà modern descendeix de coreà mitjà, el qual descendeix de coreà antic, que alhora prové de la llengua parlada a Corea durant l'època prehistòrica (proto-coreà), la naturalesa del qual és debatuda, en gran part perquè els orígens genètics són polèmics. Whitman va considerar el 2012 que els proto-coreans, encara presents a Corea del Nord, es van expandir dins la part sud de la península de corea al voltant del 300 dC i van coexistir amb els descendents dels agricultors japònics Mumun, o assimilats. Amdós es van influenciar mútuament i més tard van formar un efecte disseminador de les varietats internes de les dues famílies lingüístiques.
Des de la Guerra de Corea, i després de 70 anys de separació, les diferències entre les llengües del nord i del sud de Corea van desenvolupar en cada cas un Coreà estàndard diferent, incloent-hi variacions en la pronúncia i el vocabulari escollit, unes diferències que es poden trobar en els dialectes coreans, que són mútuament inintel·ligibles entre ells.

### Sistemes d'escriptura

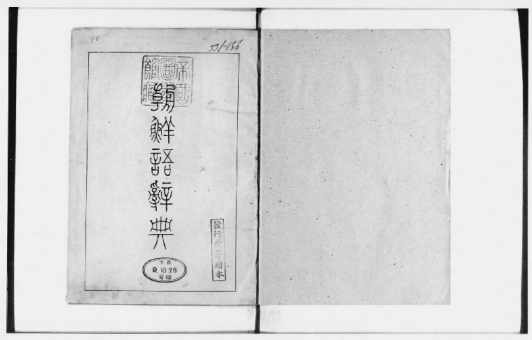
El diccionari coreà més antic és del 1920.

Els caràcters xinesos van arribar a Corea juntament amb el budisme durant el període dels Tres Regnes. Van ser adaptats per al coreà, van ser coneguts com a hanja, i van romandre com a símbol principal per a escriure el coreà durant més d'un mil·lenni juntament amb diversos símbols fonètics que s'anaren inventant com ara els idu i els guyeol. Principalment les elits privilegiades van ser educades per llegir i escriure en hanja, tanmateix la majoria de la població era analfabeta.
En el segle xv, el rei Sejong cregué que els hanja no eren adequats per a escriure el coreà, i aquesta va ser la causa de la restricció del seu ús. Amb l'ajuda de l'Acadèmia de Notables (Jiphyeonjeon) va desenvolupar un sistema d'escriptura alfabètic conegut actualment com a hangul, el qual fou dissenyat per a facilitar la lectura dels hanja o reemplaçar-los totalment. Els hangul van ser introduïts en el document conegut com a Hunminjeongeum (literalment, instruccions per a la gent) i van assolir una gran popularitat a Corea, però a causa de la supressió dels hangul per part de l'aristocràcia durant la dinastia Joseon, els hangul van expandir-se poc abans de la caiguda de l'Imperi coreà i durant l'ocupació japonesa. Després de la Segona Guerra Mundial i la retirada dels japonesos, els hangul van esdevenir la llengua escrita de facto per a molts partits polítics i va esdevenir oficial tant a Corea del Nord com a Corea del Sud.
Actualment, els hanja no són utilitzats a la vida diària, però a Corea del Sud hi tenen cada cop més presència en feines artístiques o en estudis lingüístics.
Des de la Guerra de Corea, i després de 70 anys de separació, les diferències entre el nord i el sud han desenvolupat diferències dialectals dintre del coreà tot i que encara és homogeni i intel·ligible.

### Aspectes històrics, socials i culturals
La denominació de l'idioma difereix segons ens referim a l'utilitzat a Corea del Nord o a Corea del Sud. A Corea del Sud se'l sol anomenar Hangugeo (en hangul, 한국어; en hanja, 韓國語) o Hangugmal (en hangul, 한국말). En contextos oficials o cultes es refereixen molt a la llengua coma gugeo (en hangul, 국어; en hanja, 國語) que significa «llengua del país». Col·loquialmet se sent també urimal (en hangul, 우리말) que literalment significa «el nostre idioma». A Corea del Nord es prefereix la denominació Chosŏnmal (en hangul, 조선말; romanització revisada del coreà, Joseonmal) encara que també se sent urimal (en hangul, 우리말). L'estàndard de Corea del Nord està basat en la parla de la capital Pionyang, mentre que al sud l'estàndard està basat en la parla de Seül. Les diferències entre els dialectes del nord i del sud són més o menys equivalents a les que es troben entre l'espanyol d'Espanya i el d'Hispanoamèrica, la diferència més gran és la postura davant neologismes; a Corea del Nord tendeixen a adaptar els conceptes amb paraules coreanes i a Corea del Sud prefereixen adoptar les paraules de l'anglès.

## Classificació
La majoria de lingüistes històrics i moderns classifiquen el coreà com una llengua aïllada. Hi ha encara un nombre reduït de lingüistes que creuen que el coreà podria estar relacionat amb la família altaica (actualment desacreditada), però els lingüistes coincideixen avui que no es poden utilitzar similituds tipològiques per provar la relació genètica entre aquestes llengües. Aquests factors de divergència tipològica es poden utilitzar per argumentar que una relació genètica amb l'altaic és improbable.
La hipòtesi que el coreà podria estar relacionat amb el japonès ha tingut alguns partidaris a causa d'un encavalcament en el vocabulari i característiques gramaticals similars. Sergei Anatolyevich Starostin (1991) va trobar al voltant del 25% dels cognats potencials en una llista japonès-coreà de 100 paraules. Alguns lingüistes, per exemple Alexander Vovin, han argumentat que les similituds indicades entre japonesos i coreans no es deuen a cap mena de relació genètica, sinó a un efecte de sprachbund i elevats manlleus, especialment de l'antic coreà a l'antic japonès occidental. Un bon exemple podria ser el terme mig-coreà sàm i el japonès asá, que signifiquen "cànem". Aquesta paraula sembla un cognat, però, tot i que està ben representada a les llengües japoneses occidentals antigues i a les llengües del nord de Ryukyuan, a l'antic japonès oriental només es produeixen en compostos, i només estan presents en tres dialectes del grup d'idiomes del sud de Ryukyuan. A més, el doblet wo que significa també "cànem" està testificat a les llengües japoneses occidentals antigues i a les del sud de Ryukyuan. Per tant, és plausible assumir que és un terme prestat.
Entre llengües antigues, s'han proposat diversos parents més propers al coreà, tot constituint una possible petita família de llengües coreàniques. Alguns classifiquen la llengua de l'illa de Jeju com un llenguatge coreànic modern diferent.
Una altra de les teories menys conegudes que es discuteixen és la teoria de llengües dravidico-coreanes que suggereix una relació meridional. Les llengües coreanes i dravídiques tenen algunes característiques comunes: comparteixen vocabulari similar, ambdós idiomes són aglutinants, segueixen l'ordre SOV, els adjectius i els substantius segueixen la mateixa sintaxi, les partícules són postposicionals i els modificadors sempre precedeixen les paraules modificades. El lingüista comparatiu Kang Gil-un proposa 1300 cognats tàmilo-dravídics en coreà, que anirien superant significativament el nombre de cognats dravídics que afirma que es troben en tungús, túrquic o ainu. Va insistir que la llengua coreana es basa en el llenguatge proto-nivkh i es va veure influenciada pel vocabulari dravídic, ainu, tungús i tal vegada turc. No obstant això, aquesta teoria és vista com a controvertida pels lingüistes convencionals contemporanis.

## Descripció lingüística

### Característiques
L'inventari fonètic del coreà consta de deu vocals i un repertori mitjà de consonants, entre les quals destaca la presència de sons dorsals i glotals. Els noms es declinen en vuit casos: nominatiu, acusatiu, genitiu, vocatiu, datiu, locatiu, comitatiu i instrumental però no es flexionen en gènere gramatical. Els verbs es classifiquen segons el seu significat en còpules, existencials, verbs estatius i verbs d'acció. Es conjuguen afegint diversos morfemes al lexema, que poden sumar fins a set: el primer indica el tipus de valència, és a dir, el nombre d'arguments que han d'acompanyar el verb perquè aquest tingui sentit complet; el segon indica el tractament de formalitat del tema ; el tercer es refereix al temps verbal; el quart indica la relació de formalitat entre els interlocutors (que també es marca a altres mots); el cinquè reflecteix el mode verbal; el sisè la modalitat oracional i el darrer és opcional en alguns registres. No tots els verbs requereixen els set morfemes. Els verbs es col·loquen al final de l'oració.

### Classificació filogenètica
L'origen del coreà encara no és clar (veure idioma japonès). Alguns lingüistes l'agrupen juntament amb les llengües altaiques i el goguryà en un únic grup coreà-japonès o fuyu. No obstant això, com cap de les filiacions s'ha pogut comprovar, una quantitat considerable d'investigadors ho consideren una llengua aïllada. La idea que el coreà pertanyi a les llengües altaiques ha estat generalment desacreditada.

### Fonologia

#### Consonants

Consonants coreanes

|                       |             | Bilabials      | Alveolars      | Postalveolars    | Velars         | Glotals      |
| --------------------- | ----------- | -------------- | -------------- | ---------------- | -------------- | ------------ |
| Nasals                | Nasals      | ㅁ /m/         | ㄴ /n/         |                  | ㅇ /ŋ/         |              |
| Oclusives i africades | planes      | ㅂ /p/ o /b/   | ㄷ /t/ o /d/   | ㅈ /t͡ɕ/ o /d͡ʑ/   | ㄱ /k/ o /ɡ/   |              |
| Oclusives i africades | tibants     | ㅃ /p͈/         | ㄸ /t͈/         | ㅉ /t͈͡ɕ͈/          | ㄲ /k͈/         |              |
| Oclusives i africades | aspirades   | ㅍ /pʰ/ o /bʱ/ | ㅌ /tʰ/ o /dʱ/ | ㅊ /t͡ɕʰ/ o /d͡ʑʱ/ | ㅋ /kʰ/ o /ɡʱ/ |              |
| Fricatives            | planes      |                | ㅅ /sʰ/ o /zʱ/ |                  |                | ㅎ /h/ o /ɦ/ |
| Fricatives            | tibants     |                | ㅆ /s͈/         |                  |                |              |
| Aproximants           | Aproximants | /w/            | ㄹ /l/         | /j/              |                |              |

1. 1 2  Les semivocals / w / i / j / es representen en coreà com a modificacions dels símbols de les vocals.

El símbol /◌͈/ de l'alfabet fonètic internacional, s'usa per a denotar les consonants tibades /p͈/, /t͈/, /k͈/, /t͡ɕ͈/ i /s͈/. L'ús oficial en l'extensió de l'AFI és per a una articulació forta, però en la literatura s'usa per a sons focalitzats. Les consonants coreanes també tenen sons rígids, però encara no és clar que tan comuns són les consonants focalitzades. Es produeixen amb una glotis parcialment constreta i una pressió subglotal addicional en addició a les parets del tracte tibants, els baixos laringis o alguna altra expansió de la laringe.

#### Vocals
L'ordre de la taula és el següent: Hangul (한글) - (romanització) - [AFI]
|               | Anterior      | Anterior       | Posterior      | Posterior     |
| no arrodonida | arrodonida    | no arrodonida  | arrodonida     |               |
| ------------- | ------------- | -------------- | -------------- | ------------- |
| Tancada       | ㅣ (i) [i/iː] |                | ㅡ (eu) [ɯ/ɯː] | ㅜ (o) [o/uː] |
| Semitancada   | ㅔ (e) [e/eː] | ㅚ (oe) [ø/øː] |                | ㅗ (o) [o/oː] |
| Semioberta    | ㅐ(ae) [ɛ/ɛː] |                | ㅓ (eo) [ʌ/ʌː] |               |
| Oberta        | ㅏ (a) [a/aː] |                |                |               |

1. ↑  La /ㅏ/ s'assembla més a la vocal quasioberta central [ɐ], però tradicionalment es preferix la vocal oberta anterior no arredonida [a].

|  |  |  |

| Diftongs | /je/ ㅖ, /jɛ/ ㅒ, /ja/ ㅑ, /wi/ ㅟ, /we/ ㅞ, /wɛ/ ㅙ, /wa/ ㅘ, /ɰi/ ㅢ, /jo/ ㅛ, /dj./ ㅠ, /jə/ ㅕ, /wə/ ㅝ |

#### Al·lòfons
La majoria dels parlants aspiren la /s/ com a [sʰ] i es converteix en un [sʰ] alveopalatal abans de [j] o [i], així i tot, existeixen diferències entre alguns dialectes de Corea del Nord. Això ocorre amb les fricatives tibades i també amb totes les africades. Al final d'una síl·laba, la /s/ es converteix en /t/, per exemple: 버섯 beoseot «bolet».
La /h/ es pot ser una [ɸ] bilabial abans de [o] o [o], una [ç] palatal abans de [j] o [i], una [x] vetllar abans de [ɯ] o una [ɦ] sonora entre sons sonors.[cita requerida]
Les consonants /p, t, t͡ɕ, k/ es tornen les sonores [b, d, d͡ʑ, ɡ] entre sons sonors.
La /m/ i la /n/ sovint es desnasalitzen en [b, d] al principi de les paraules.
La /l/ es torna una vibrant alveolar simple [ɾ] entre vocals i [l] o [ɭ] al final d'una síl·laba o al costat d'una altra /l/. Quan a una síl·laba final escrita amb «ㄹ» la segueix una vocal o una lligadura, per exemple quan la següent síl·laba comença amb «ㅇ», la «ㄹ» migra a la següent síl·laba i es torna [ɾ].
Tradicionalment la /l/ s'anul·lava a l'inici d'una paraula. Desapareixia precedida de [j], en cas contrari es convertia en /n/. No obstant això, l'influx de préstecs occidentals va canviar la tendència, i ara la inicial /l/, principalment de paraules de l'anglès, es pronuncien com una variació lliure de [ɾ] o [l]. La prohibició tradicional d'una /l/ inicial es va convertir en una regla morfològica anomenada «regla inicial» (두음법칙) a Corea del Sud, que pertany al vocabulari sinocoreà. Aquestes paraules retenen la /l/ a l'inici a Corea del Nord.
Totes les obstructives (plosives, africades i fricatives), al final d'una paraula es pronuncien amb un alliberament no audible [p̚, t̚, k̚].
Les oclusives plosives /p, t, k/ es converteixen en les oclusives nasals [m, n, ŋ] abans d'oclusives nasals.
L'ortografia del Hangul no reflecteix aquestes regles de pronunciació assimilatòries, sinó que manté la part històrica subjacent de la morfologia. Per això algunes vegades és difícil saber que fonemes estan realment presents en una paraula.
Una diferència entre la pronunciació estàndard de Nord i Sud Corea és la manera de pronunciar la [r] i la [n] inicials. Per exemple:
- «treball»: nord: rodong (로동), sud: nodong (노동)
- «història»: nord: ryeoksa (력사), sud: yeoksa (역사)
- «dona»: nord: nyeoja (녀자), sud: yeoja (여자)

#### Morfofonologia
Els morfemes gramaticals poden canviar de forma depenent del so que els precedeix, per exemple: -eun/-neun (-은/-는) i -i/-ga (-이/-가). També es poden inserir alguns sons, per exemple: -eul/-reul (-을/-를), -euro/-ro (-으로/-로), -eseo/-seo (-에서/-서), -ideunji/-deunji (-이든지/-든지) i -iya/-ja (-이야/-야). No obstant això, -euro/-ro és d'alguna manera irregular, atès que es comporta diferent després d'una consonant rieul.
| Després de consonant | Abans de rieul | Després de vocal |
| -------------------- | -------------- | ---------------- |
| -ui (-의)            |                |                  |
| -eun (-은)           | -eun (-은)     | -neun (-는)      |
| -i (-이)             | -i (-이)       | -ga (-가)        |
| -eul (-을)           | -eul (-을)     | -reul (-를)      |
| -gwa (-과)           | -gwa (-과)     | -wa (-와)        |
| -euro (-으로)        | -ro (-로)      | -ro (-로)        |

Alguns verbs també canvien de forma morfofonèmicament.

### Escriptura

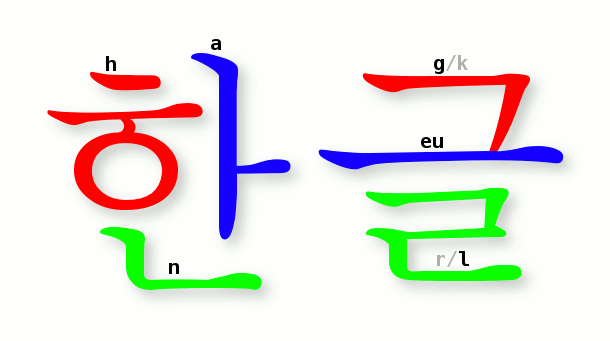
Hangul escrit en coreà.

Quant a l'escriptura, s'usen tant els hanja (manllevats de l'escriptura xinesa) com el hangul, un sistema alfabètic creat al segle xv. El hangul s'escrivia antigament de dalt a baix i de dreta a esquerra, però actualment s'escriu d'esquerra a dreta. Actualment el hangul està desplaçant els ideogrames fins al punt que avui ja no s'usen els hanja per a escriure paraules natives coreanes.
El 2013 un col·leccionista coreà va trobar un barret del rei Sejong on, a l'interior, hi havia documents que explicaven la creació de l'alfabet coreà.

### Gramàtica
Des del punt de vista morfològic, l'idioma coreà és aglutinant. Quant a la sintaxi el coreà és una llengua amb ordre bàsic SOV que usa posposicions, de fet és una llengua de nucli final bastant consistent. Tradicionalment es considera que té nou categories gramaticals. Els modificadors precedeixen a les paraules modificades, i en el cas dels modificadors verbals, poden ser adjuntats un darrere l'altre. Encara que l'estructura del coreà sigui SOV, el verb és l'únic element inamovible.
| A:.॥॥ |  | 가게에                      |  | 갔어요? |
|       |  | gage-e                      |  | ga-ss-eo-jo |
|       |  | botiga + [locatiu (에 «e»)] |  | [anar (verb arrel) (가 «ga»)]+[conjugació (regla de contracció) (아 «a»)]+[passat (ㅆ «ss»)]+[conjuntiu (어 «eo»)]+ [marcador de cortesia (요 «jo»)] |

«Vas anar [tu] a la botiga?» («tu» queda implícit)
| B: |  | 예. (o 네.)   |
|    |  | ye (o ne, de) |
|    |  | yes           |

«Sí.»

#### Nivells de cortesia i honorífics
La relació entre el parlant o escriptor i el seu receptor és suprema en la gramàtica coreana. La relació entre l'emissor i el subjecte referit es reflecteix en els honorífics, mentre que la relació entre el parlant i l'escolta es reflecteix en els nivells de cortesia.

##### Honorífics
Quan es parla d'algú superior en estatus, un parlant o escriptor generalment usa substantius especials o sufixos en els verbs per a indicar la superioritat del subjecte. Generalment, algú és superior en estatus si es tracta d'un parent major, un desconegut o algú d'aproximadament la mateixa edat o major, un cap, mestre, client i coses per l'estil. Algú és igual o inferior en estatus si és més jove i desconegut, estudiant, treballador o similars. Actualment, hi ha sufixos especials que es poden usar en oracions declaratives, interrogatives o imperatives, tant en oracions honorífiques com normals. La seva funció és fer més ràpid i senzill l'ús del coreà.
Tradicionalment les formes honorífiques eren estrictament jeràrquics. Els sistemes de castes i estatus tenien patrons i usos molt més complexos i estratificats que els que s'usen actualment. La intricada estructura del sistema d'honorífics coreans va florir en la cultura i societat tradicional. Els honorífics a la Corea contemporània únicament s'utilitzen per a persones que estan psicològicament distants. També s'usen per a persones que són superiors en estatus. Per exemple, familiars o persones majors, mestres i ocupadors.

##### Nivells de cortesia
En el coreà hi ha set paradigmes verbals o nivells de cortesia, i cada nivell té una forma única per a finalitzar els verbs, que s'usen per a indicar el nivell de formalitat d'una situació.[cita  A diferència dels honorífics, que s'usen per a mostrar respecte cap a la persona de qui es parla, els nivells de cortesia s'usen per a mostrar respecte cap a l'o les persones a qui es parla. Els noms dels set nivells es deriven de la forma imperativa no honorífica del verb 하다 (fada, «fer»), dita en els set nivells, més el sufix 체 (che, hanja: 體), que significa «estil».
Els sis nivells més alts generalment s'agrupen com a jondaenmal (존댓말 «honorífic»), mentre que el nivell més baix (haeche, 해체) es diu banmal (반말 «forma baixa») en coreà.
Actualment, les generacions joves ja no se senten obligades a rebaixar la seva consideració usual cap al referent. És comú veure a joves parlant als seus familiars majors en la forma banmal (반말). Això no és una falta de respecte, sinó que mostra la intimitat i la proximitat de la relació entre els dos parlants. Les transformacions en les estructures socials i les actituds en la societat ràpidament canviant actual, ha portat canvis en la forma en la qual la gent parla.

##### Gènere
Els gèneres coreans es perceben d'alguna manera amb rols de gènere més forts que en el cas de llengües occidentals; en la parla coreana també hi ha un contrast molt gran entre els gèneres. Per exemple:
- Un to de veu més suau utilitzat per dones quan parlen;
- Una dona casada es presenta com la mare o l'esposa d'algú i no amb el seu nom;
- Diferències de gènere en títols i termes ocupacionals (per exemple, sajang és el nom del president d'una companyia i yŏsajang és la forma femenina);
- Les dones tendeixen a utilitzar més crosses (no?, veritat?) i elevar els tons en les frases. Això també s'aprecia en la parla dels nens.[21]

En les societats occidentals els individus tendeixen a evitar expressions de poder asimètriques, tractant-se mútuament pel primer nom per solidaritat. En la societat coreana, dues persones d'estatus asimètric tendeixen a emfatitzar les diferències per solidaritat. Els coreans prefereixen usar termes de parentiu, més que un altre tipus de paraules. En la societat tradicional coreana, les dones han estat durant molt temps en posicions desavantatjoses. L'estructura social coreana tradicional era una sistema familiar patriarcal que emfatitzava la continuïtat dels llinatges. Aquesta estructura ha tendit a separar els rols de les dones respecte als homes.

## Nombre de parlants de Coreà per país
| País           | Parlants   |
| -------------- | ---------- |
| Corea del Sud  | 50 000 000 |
| Corea del Nord | 25 000 000 |
| Xina           | 1 920 597  |
| Japó           | 1 670 000  |
| Estats Units   | 800 000    |
| Uzbekistan     | 183 000    |
| Rússia         | 107 000    |
| Kazakhstan     | 103 000    |
| Aràbia Saudita | 66 000     |
| Brasil         | 50 000     |
| Canadà         | 29 000     |
| Mèxic          | 23 100     |
| Kirguizstan    | 18 000     |
| Colòmbia       | 18 000     |
| Alemanya       | 14 000     |
| Tadjikistan    | 13 000     |
| Argentina      | 10 000     |
| Paraguai       | 6000       |
| Singapur       | 5200       |
| Turkmenistan   | 3493       |
| Perú           | 2669       |
| Espanya        | 2669       |
| Veneçuela      | 2024       |
| Xile           | 2510       |